# Asterix och Obelix möter Caesar
Asterix och Obelix möter Caesar är en fransk film från 1999. Filmen har fått tre uppföljare, bland annat Asterix & Obelix: Uppdrag Kleopatra.

## Handling
En liten by som befolkas av envetna galler vägrar ge upp. Men byn ligger verkligt illa till nu. När romarnas utsände indrivare inte lyckas redovisa några skatteintäkter från byn ser sig själve Julius Caesar tvungen att med hjälp av sin armé ta sig in i byn för att undersöka saken. Men vad han inte vet är att gallerna har sin magiska trolldryck som gör dem övermänskligt starka. I "Asterix & Obelix möter Caesar" får man stifta bekantskap med alla de välkända och älskade figurerna som omger Asterix och Obelix, hunden Idefix, den ytterst omusikaliske Troubadix, trolldryckens skapare Miraculix, byns överhuvud Majestix och många, många fler.

## Rollista (i urval)
| Roll            | Skådespelare                                 | Svensk röst                                            |
| --------------- | -------------------------------------------- | ------------------------------------------------------ |
| Asterix         | Christian Clavier                            | Tomas Bolme                                            |
| Obelix          | Gérard Depardieu                             | Allan Svensson                                         |
| Lucius Detritus | Roberto Benigni                              | Johan Ulveson                                          |
| Julius Caesar   | Gottfried John (röst av Michel Elias)        | Lars Lind                                              |
| Majestix        | Michel Galabru                               | Lars Edström                                           |
| Bonemine        | Marianne Sägebrecht (röst av Andréa Ferréol) | Lis Nilheim                                            |
| Miraculix       | Claude Piéplu                                | Bert-Åke Varg                                          |
| Falbala         | Laetitia Casta                               | Cecilia Ljung                                          |
| Prolix          | Daniel Prevost                               | Bengt Järnblad                                         |
| Troubadix       | Pierre Palmade                               | Olle Ljungström                                        |
| Caius Bonus     | Jean-Pierre Castaldi                         | Torsten Wahlund                                        |
| Smidefix        | Jean-Roger Milo                              | Jonas Bergström                                        |
| Crabbofix       | Jean-Jacques Devaux                          | Stephan Karlsén                                        |
| Tragicomix      | Hardy Krüger jr.                             | Joachim Bergström                                      |
| Olibrius        | Patrick Massieu                              | Stephan Karlsén                                        |
| Trolleybus      | Beppe Clerici                                | Jonas Bergström                                        |
| Brutus          | Didier Cauchy                                | Joachim Bergström                                      |
| Senilix         | Sim                                          | Nils Eklund                                            |
| Övriga roller   |                                              | Claes Månsson Frida Edström Robert Sjöblom Jan Mybrand |

- Svensk röstregi – Britt Olofsson och Lars Edström
- Producent – Katinka Faragó
- Översättning  – Doreen Denning
- Ljudtekniker – Lars Klettner[9][7]